# Lindy Booth
Lindy Booth, född 2 april 1979 i Oakville i Ontario, är en kanadensisk skådespelerska. Hon har bland annat spelat rollen som Claudia i den kanadensiska TV-serien Kultjägarna, och A.J. Butterfield i NBC-serien The Philanthropist. Hon har därefter spelat rollen som Cassandra Cillian, i TNT-serien The Librarians (2014–2018).
Lindy Booth har även synts i andra filmroller, såsom Francine Childes i Wrong Turn (2003) och Nicole i Dawn of the Dead (en nyinspelning av 1978 års film med samma namn, 2004). År 2005 spelade hon dessutom huvudrollen som Dodger Allen i den Jeff Wadlow-regisserade filmen Cry Wolf, samt medverkade i rollen som Miranda Swedlow / Night Bitch i superhjältefilmen Kick-Ass 2 (även den regisserad av Wadlow), under år 2013.

## Filmografi (i urval)

### Filmer
- 1999 – Detroit Rock City
- 2002 – The Skulls II
- 2002 – American Psycho 2
- 2002 – Bollywood/Hollywood
- 2003 – Wrong Turn
- 2004 – Dawn of the Dead
- 2005 – Cry Wolf
- 2008 – What Just Happened
- 2013 – Kick-Ass 2

### TV-serier
- 1999–2001 – Kultjägarna (TV-serie)
- 2000 – En andra chans (TV-serie)
- 2000 – Earth: Final Conflict (TV-serie)
- 2001 – I skuggan av Judy Garland (TV-serie)
- 2002 – Mutant X (TV-serie)
- 2003 – The Twilight Zone (TV-serie)
- 2005 – The 4400 (TV-serie)
- 2005 – End of Days (TV-serie)
- 2006 – CSI: New York (TV-serie)
- 2006 – Ghost Whisperer (TV-serie)
- 2007–2008 – October Road (TV-serie)
- 2008 – Cold Case (TV-serie)
- 2009 – Warehouse 13 (TV-serie)
- 2009 – The Philanthropist (TV-serie)
- 2009 – NCIS (TV-serie)
- 2011 – Republic of Doyle (TV-serie)
- 2012 – Fairly Legal (TV-serie)
- 2013 – Supernatural (TV-serie)
- 2013 – Copper (TV-serie)
- 2014–2018 – The Librarians (TV-serie)
- 2019 – Stumptown (TV-serie)
- 2020 – Grey's Anatomy (TV-serie)
- 2021 – The Flash (TV-serie)
- 2022 – Star Trek: Strange New Worlds (TV-serie)